# Герой (сериал)
Герой (на корейски: 히어로, на английски: Hero) е южнокорейски екшън-комедиен сериал от 2009 г. за страстни репортери от третокласен вестник, които се борят срещу корупцията и неравенството в обществото. Участват И Джун Ги, Юн Со И, Ом Ки Джун и Пек Юн Шик. Излъчва се по MBC от 18 ноември 2009 г. до 14 януари 2010 г., в сряда и четвъртък от 21:55 ч. за 16 епизода.

## Сюжет
Джин До Хьок (И Джун Ги) губи родителите си в ранна възраст, след като те са убити в автомобилна катастрофа. Отгледан е от по-голямата си сестра До Хи. Тя е незряла и импулсивна и често взема и малкото пари на брат си. До Хьок иска да стане журналист като баща си. Но понеже е беден, няма възможност да учи в университет. Така мечтата му да работи в престижния вестник „Десе Илбо“ остава неосъществена. Вместо това той е назначен в таблоида „Мандей Сеул“, известен със скандалните си статии и безпощадните си папараци. Оптимистичният и енергичен До Хьок дава най-доброто от себе си и използва всички необходими средства, за да отрази всяка една история.
Бащата на Чо Дже Ин е бил полицай, загинал при изпълнение на служебния си дълг, когато тя е още дете. Дже Ин иска да следва стъпките на баща си. И след като завършва полицейската академия с отличие, става главен детектив в отдела за убийства. Дже Ин харесва Канг Хи Сонг, уважаван журналист, работещ за „Десе Илбо“. Първоначално тя не знае какво да мисли за До Хьок и затова го игнорира. Но колкото повече го опознава, уважението ѝ и романтичният ѝ интерес към него нарастват.
Един ден бившият мафиот Чо Йонг Док, лидер на бандата „Двойната брадва“, е освободен от затвора, след като е излежал 15-годишната си присъда. Членовете на бандата му са го изоставили, съпругата му се е омъжила повторно, с дъщеря си Юри също не поддържа връзка. В деня на освобождаването си Йонг Док открива, че единствените хора, които го чакат извън затвора, са лоялният му подчинен, Бонг Санг Чул и репортерът Джин До Хьок, който е там, за да го интервюира. Без да има къде да отиде и жаден за отмъщение, Йонг Док внезапно решава да основе собствен вестник, наречен „Йонгдок Илбо“, и да го използва да уреди стари сметки с „Десе Илбо“. Когато „Мандей Сеул“ спира работа, Йонг Док предлага на До Хьок да се присъедини към неговия вестник. Изпълнен с нови мечти, страст и амбиция, на До Хьок му предстои да се превърне в репортер със силно чувство за справедливост, който защитава потъпканите в обществото.

## Актьорски състав
- И Джун Ги – Джин До Хьок
- Юн Со И – Чо Дже Ин
- Ом Ки Джун – Канг Хи Сонг
- Пек Юн Шик – Чо Йонг Док
- Чи Чанг Ук – Пак Джун Хьонг
- Чанг Йонг Нам – Джин До Хи
- Ким Хянг Ги – Джин Сол
- Че Чонг У – Че Ил Ду
- Юн Сънг А – Чо Ю Ри
- Джу Джин Мо – Гонг Чил Сонг
- И Хье Сук – Джу Мьонг Хи
- И Хан Уи – На Кьонг Ман

## Награди
На наградите за драма на MBC за 2009 г. И Джун Ги печели приза за „Най-популярен актьор“ за участието си в сериала.